# 5448 Зібольд
5448 Зібольд (5448 Siebold) — астероїд головного поясу, відкритий 26 вересня 1992 року.
Тіссеранів параметр щодо Юпітера — 3,631.
Названо на честь Філіпа Франца фон Зібольда (нім. Philipp Franz Balthasar von Siebold, 1796–1866) — німецького ботаніка та дослідника Японії.